# Massima pressione dinamica
In astronautica, il punto di massima pressione dinamica o max q è il momento durante un volo in cui un veicolo spaziale è sottoposto alla massima pressione dinamica e al massimo carico strutturale aerodinamico. La necessità di gestire la condizione di pressione dinamica massima è un fattore determinante nella progettazione dei veicoli e potrebbe porre delle limitazioni sull'inviluppo di volo del veicolo.

## Definizione
La definizione matematica della pressione dinamica q è la seguente
{\displaystyle q={\frac {1}{2}}\rho v^{2}}
dove ρ è la densità dell'aria locale, e v è la velocità del veicolo; la pressione dinamica può essere considerata come la densità di energia cinetica dell'aria rispetto al veicolo. Per il lancio di un razzo da terra allo spazio, la pressione dinamica è: 
- zero al decollo, quando la densità dell'aria ρ è alta ma la velocità del veicolo è nulla
- zero fuori dall'atmosfera, quando la velocità v è alta ma la densità dell'aria è nulla
- sempre non negativa, date le quantità in gioco

Pertanto (per il teorema di Rolle) ci sarà sempre un punto nel quale la pressione dinamica è massima.
In altre parole, prima di raggiungere max q, la variazione di pressione dinamica dovuta all'aumentare della velocità è più grande di quella dovuta alla diminuzione della densità dell'aria cosicché la pressione dinamica (energia cinetica contraria) che agisce sul veicolo continua ad aumentare. Dopo aver superato max q, è vero il contrario. La pressione dinamica che agisce sul veicolo scende allo scendere della densità dell'aria, e raggiungerà 0 quando la densità dell'aria è nulla.

## Esempi di lanci spaziali
Ad esempio, durante un normale lancio dello Space Shuttle, la max q aveva luogo a un'altitudine di circa 11 km.  Mentre la pressione dinamica si avvicinava al max q, i tre Space Shuttle main engine venivano fatti girare a circa il 60-70% della loro spinta certificata (che dipendeva dal carico utile); lo sforzo totale sul veicolo veniva tenuto a un livello sicuro, anche grazie al tipo di blocco del propellente del solid rocket booster, che riduceva di un terzo la spinta a max q dopo 50 secondi di uso di carburante.
Durante una tipica missione Apollo, la max q avveniva tra 13 e 14 km di altitudine; per il Falcon 9 di SpaceX i valori sono più o meno gli stessi.
Il punto di max q è una tappa chiave nel lancio di un razzo, perché è il momento durante il quale la struttura del veicolo subisce il massimo sforzo meccanico.